# 朱當湄
高密康穆王朱当湄（1474年5月25日—1509年12月1日），明朝魯藩第一代高密王，鲁庄王朱阳铸第七子（庶子中排第五），母曹氏。

## 生平
成化十年五月初十日（1474年5月25日）生。成化十四年（1478年）四月，獲賜名當湄。成化十九年九月十八日（1483年10月19日），封高密王。
正德四年十月二十日（1509年12月1日），朱当湄去世，享年三十六歲，谥号康穆。三年後，嫡長子朱健栻襲爵。

## 家庭

### 妻
- 高氏（1469年－1550年），乾州知州高岳女，弘治五年（1492年）十月冊為高密王妃。

### 子孫
- 嫡長子：高密長子→高密安简王朱健栻
- 第二子：鎮國將軍朱健樻
  - 孫：輔國將軍朱觀𪹁
  - 孫：輔國將軍朱觀耿
  - 孫：輔國將軍朱觀熛
  - 孫：輔國將軍朱觀熿
  - 孫：朱觀燻
  - 孫女：蓬池郡君
- 长女：华亭县主，仪宾 程大用[4]

## 圹誌
朱当湄葬地在今山東省鄒城市北宿镇羊厂村北，圹誌現藏於孟廟泰山氣象門東側北壁。

[篆蓋]御赐鲁藩高密康穆王圹誌

[誌文]御赐鲁藩高密康穆王圹誌

王讳当湄，太祖高皇帝五世孙，鲁王庶第五子。母曹氏。成化十年五月初十日生。成化十九年九月十八日封为高密王。妃高氏。正德四年十月二十日以疾薨，享年三十有六。子二人，长健栻，封长子；次健樻，封镇国将军。女一人，封华亭县主。王性纯朴敦信自守，事父母能尽孝敬，处兄弟克全友爱，内外以仁厚称，御家教子凛如也。

上闻讣，辍视朝一日，遣官赐祭，命有司治丧葬如制，特谥曰：康穆王。在京文武官皆致祭焉。以正德六年七月十三日葬于呈瑞冈之原。

呜呼！王以宗室之亲为国藩辅，茂膺封爵，贵富兼隆。兹以令终，夫复何憾！爰述其概，纳诸幽圹，用垂不朽云。

正德六年七月十三日